# Chiesa di Nostra Signora della Speranza (Cagliari)
La chiesa di Nostra Signora della Speranza, comunemente nota come chiesa della Speranza, si trova a Cagliari, nello storico quartiere Castello, in via Duomo.

## Storia
La piccola chiesa, adiacente al duomo, è la cappella gentilizia della nobile famiglia Aymerich, Marchesi di Laconi, il cui palazzo, poco distante, venne devastato dai bombardamenti del 1943, che ne lasciarono in piedi solo le mura perimetrali, ancora esistenti.
Non si conosce la data precisa di edificazione della chiesa, comunque avvenuta tra il XV e il XVI secolo. Una indicazione preziosa ci viene dallo stemma degli Aymerich, scolpito sopra il portale, recante l'aquila bicipite, concessa alla famiglia solo nel 1535 da Carlo V; il tempio quindi potrebbe essere stato edificato o restaurato posteriormente a tale data.
La chiesa della Speranza è anche legata alla storia del parlamento sardo nel periodo della dominazione spagnola, infatti proprio in questo edificio si riuniva uno dei tre Stamenti (bracci) del parlamento, lo Stamento militare o nobiliare.
Anticamente e sino alla metà del XX secolo, dall'11 dicembre di ogni anno, gli abitanti di Castello si riunivano nella cappella degli Aymerich per celebrare la novena della Madonna della Speranza.
Inoltre, il 18 dicembre, nella chiesa ancora oggi si venera una statua seicentesca di Nostra Signora della Speranza, anch'essa proprietà degli Aymerich, raffigurante la Madonna incinta, in attesa di Gesù (esperanza, in spagnolo, significa anche attesa). Si tratta di un culto portato a Cagliari appunto dagli spagnoli, anticamente tanto sentito in città, al punto che la carrer de la Seu (via della Sede, la cattedrale), l'odierna via Duomo, dove sorge la chiesa, era nota ai cagliaritani come sa ruga de sa Speranza, la via della Speranza.
Dal 2010 ogni domenica la chiesa viene aperta al pubblico.
Dal 2011 è stata concessa in uso temporaneo alla Chiesa ortodossa del patriarcato di Mosca la quale celebra per la grande comunità immigrata proveniente dai paesi russofoni.

## Descrizione

Stemma degli Aymerich sopra il portale gotico

L'edificio è in stile gotico catalano, abbastanza semplice ma con alcuni elementi di interesse.
Il prospetto principale della chiesa è a terminale piatto, con un piccolo campanile a vela sul lato sinistro. Il portale è strombato verso l'interno, sovrastato da un arco gotico con modanatura liscia. Poco sopra si aprono due finestrelle quadrangolari, al centro delle quali si trova lo stemma in pietra del casato degli Aymerich.
L'interno presenta un'unica aula rettangolare senza abside, con tre cappelle sul lato destro. La volta dell'aula è costituita da una crociera completa al centro e da due mezze crociere agli estremi, con costoloni.
Le volte delle cappelle laterali, a pianta rettangolare, sono a crociere complete, sempre costolonate. Proprio queste volte ogivali conferiscono grande suggestione all'interno del piccolo edificio.